# Гашун-Бургустинское сельское муниципальное образование
Гашун-Бургустинское сельское муниципальное образование — сельское поселение в Кетченеровском районе Калмыкии. Административный центр — посёлок Гашун-Бургуста. Партизанский сельский совет (правопредшественник Гашун-Бургустинского СМО) образован Указом Президиума Верховного Совета Калмыцкой АССР от  20 сентября 1966 года в составе посёлков Партизанский, Салвру и Хяясн.

## География
СМО расположено в западной части Кетченеровского района в двух геоморфологических зонах: западная часть СМО — на восточных склонах Ергенинской возвышенности, восточная — на Прикаспийской низменности.
Граничит на западе с Ростовской областью, на севере — с Кетченеровским СМО, на востоке — с Чкаловским СМО, на юге — с Ергенинским СМО.

### Климат
Климат поселения резко континентальный: с умеренно-холодной малоснежной зимой и жарким летом. Абсолютная максимальная температура воздуха составляет +43 °С (июль) абсолютный минимум температуры (январь) -37 °С. Среднегодовая температура составляет +8,0 °С. Среднегодовое количество осадков составляет 250-300 мм. Наибольшее количество осадков выпадает в теплое время года (апрель - октябрь) 160-200 мм. Господствующие ветры: зимой – западные и восточные, летом – западные, северо-западные и северные. Наибольшая глубина промерзания 125 см.

## Население
| 2002 | 2010 | 2011 | 2012 | 2013 | 2014 | 2015 |
| ---- | ---- | ---- | ---- | ---- | ---- | ---- |
| 361  | ↗451 | ↘449 | ↗452 | ↘433 | ↗434 | ↗444 |
| 2016 | 2017 | 2018 | 2019 | 2020 | 2021 |      |
| ↘440 | ↘425 | ↘424 | ↘404 | →404 | →404 |      |

Численность населения по состоянию на начало 2012 года составляет 450 человек. Национальный состав населения: калмыки – 438, русские – 3, киргизы – 4, казахи – 6.

## Состав сельского поселения
| № | Населённый пункт | Тип населённого пункта          | Население |
| - | ---------------- | ------------------------------- | --------- |
| 1 | Гашун-Бургуста   | посёлок, административный центр | →404      |